# Coloncus siou
Coloncus siou är en spindelart som beskrevs av Chamberlin 1948. Coloncus siou ingår i släktet Coloncus och familjen täckvävarspindlar. Inga underarter finns listade i Catalogue of Life.